# Sumter Open 2025
Il Sumter Open 2025 è stato un torneo maschile di tennis professionistico. È stata la 1ª edizione del torneo, facente parte della categoria Challenger 125 nell'ambito dell'ATP Challenger Tour 2025, con un montepremi di 200 000 $. Si è giocato dal 12 al 17 agosto 2025 sui campi in cemento del XS Tennis Village di Sumter, negli Stati Uniti.

## Partecipanti

### Teste di serie
| Nazionalità | Giocatore             | Ranking* | Testa di serie |
| ----------- | --------------------- | -------- | -------------- |
| Belgio      | Zizou Bergs           | 54       | 1              |
| Giappone    | Kei Nishikori         | 65       | 2              |
| Italia      | Mattia Bellucci       | 74       | 3              |
| Austria     | Filip Misolic         | 96       | 4              |
| Kazakistan  | Aleksandr Ševčenko    | 147      | 5              |
| Georgia     | Nik'oloz Basilashvili | 112      | 6              |
| Giappone    | Shintarō Mochizuki    | 120      | 7              |
| Slovacchia  | Lukáš Klein           | 122      | 8              |
| Portogallo  | Jaime Faria           | 124      | 9              |

* Ranking al 4 agosto 2025.

### Altri partecipanti
I seguenti giocatori hanno ricevuto una wild card per il tabellone principale:
- Kaylan Bigun
- Darwin Blanch
- Alex Rybakov

I seguenti giocatori sono entrati in tabellone come alternate:
- Murphy Cassone
- Mark Lajal
- Henrique Rocha
- Rei Sakamoto
- Shō Shimabukuro
- James Trotter

I seguenti giocatori sono passati dalle qualificazioni:
- Jacob Fearnley
- Borna Gojo
- Ryan Seggerman
- Martin Damm

I seguenti giocatori sono entrati in tabellone come lucky loser:
- Strong Kirchheimer
- Karl Poling

## Punti e montepremi
| Torneo    | Torneo              | V      | F      | SF     | QF    | 2T    | 1T    | Q | Q2  | Q1  |
| Singolare | Punti               | 125    | 64     | 35     | 16    | 8     | 0     | 5 | 3   | 0   |
| Singolare | Premi in denaro ($) | 30 700 | 18 120 | 10 860 | 6 225 | 3 690 | 2 210 | – | 785 | 395 |
| Doppio    | Punti               | 125    | 64     | 35     | 16    | –     | 0     | – | –   | –   |
| Doppio    | Premi in denaro ($) | 9 350  | 5 440  | 3 250  | 1 930 | –     | 1,080 | – | –   | –   |

## Campioni

### Singolare
Mattia Bellucci hanno sconfitto in finale  Aleksandr Ševčenko con il punteggio di 7–6(5), 3–1 rit.

### Doppio
Ryan Seggerman /  Patrik Trhac hanno sconfitto in finale  Sriram Balaji /  Rithvik Choudary Bollipalli con il punteggio di 6–4, 7–6(3).